# Districtul Šumadija
Districtul Šumadija (în sârbă Шумадијски округ) este o unitate administrativă de gradul I, situată în partea de nord a Serbiei. Reședința sa este orașul Kragujevac. Cuprinde 6 comune care la rândul lor sunt alcătuite din localități (orașe și sate) și orașul Kragujevac, divizat în 5 municipalități..

## Comune
- Aranđelovac
- Topola
- Rača
- Batočina
- Knić
- Lapovo

## Municipalitățile orașuluiKragujevac
- Aerodrom
- Pivara
- Stanovo
- Starigrad
- Stragari